# Elbląg
Elbląg (tysk: Elbing) er en by i det nordlige Polen, i voivodskabet warminsko-mazurskie.
Ved Elbląg ligger Elbląg-kanalen.

## Historie
Elbląg i tidlig moderne tid var en af de største polske havnebyer. Som en af de ti største og mest indflydelsesrige byer i Polen havde Elbląg ret til at deltage i valget af konger i Polen (efter indførelsen af et valg i 1569). Byen blev beslaglagt af Preussen i Polens 1. deling i 1772, og fra 1871 til 1945 var en del af Tyskland.
Under Nazi-Tyskland nød NSDAP stor opbakning blandt byens befolkning. En stor andel af den tyske befolkning flygtede, da Den Røde Hær nærmede sig byen i slutningen af 2. verdenskrig. Under belejringen i februar 1945 blev meget af byens infrastruktur ødelagt sammen med det meste af byens historiske centrum. De fleste tyskere, som enten returnerede til byen eller blev boende, blev udvist, da byen ved Potsdamkonferencen blev annekteret af Sovjetunionen og overdraget til Polen i foråret 1945.

## Galleri
- Katedral (gotisk)
- Hus facader i den gamle bydel
- Dominikanske kirke (gotisk)
- Rådhus